# 卡尔施塔特 (莱茵兰-普法尔茨州)
卡尔施塔特（德語：Kallstadt，發音：[ˈkalʃtat]）是德国莱茵兰-普法尔茨州巴特迪克海姆县的市镇，面积6.57平方千米，2023年12月31日人口为1,249人。
該地作為美國兩大商業集團亨氏與特朗普家族發源地而獲得國際關注。